# Рудаково (городской округ Озёры)
Рудаково — деревня в городском округе Озёры Московской области России. Население — 14 чел. (2015).

## География
Расположено в северной части района, примерно в 14,5 км к северо-западу от центра города Озёры. В деревне одна улица — Садовая, зарегистрировано 3 садовых товарищества. Связана автобусным сообщением с районным центром. Ближайший населённый пункт — деревня Доношово. Рядом протекают впадающие в Коломенку реки Гнилуша и Азаровка (бассейн Москвы).

## История
В «Списке населённых мест» 1862 года Рудаково — владельческое сельцо 2-го стана Коломенского уезда Московской губернии по левую сторону Каширского тракта из Коломны, в 25 верстах от уездного города, при пруде и речке Азаровой, с 16 дворами и 134 жителями (73 мужчины, 61 женщина).
По данным на 1890 год входила в состав Бояркинской волости Коломенского уезда, число душ составляло 129 человек.
В 1913 году — 26 дворов.
По материалам Всесоюзной переписи населения 1926 года — деревня Стояньевского сельсовета Бояркинской волости, проживало 177 жителей (80 мужчин, 97 женщин), насчитывалось 36 крестьянских хозяйств.
С 1929 года — населённый пункт в составе Озёрского района Коломенского округа Московской области, с 1930-го, в связи с упразднением округа, — в составе Озёрского района Московской области.
В 1939 году Стояньевский сельсовет был упразднён, селение передано Мощаницкому сельсовету, а в начале 1950-х гг. из Мощаницкого в Бояркинский сельсовет, из состава которого было выведено в Боково-Акуловский сельсовет в 1954 году.
В 1959 году Озёрский район был упразднён, Рудаково вошло в состав Коломенского района, в середине 1960-х гг. из Боково-Акуловского сельсовета передано Бояркинскому сельсовету.
В 1969 году Озёрский район был воссоздан.
С 1994 по 2006 год — деревня Бояркинского сельского округа.

## Население
| 1852 | 1859 | 1890 | 1926 | 2002 | 2006 | 2010 |
| ---- | ---- | ---- | ---- | ---- | ---- | ---- |
| 123  | ↗134 | ↘129 | ↗177 | ↘8   | ↘5   | ↗7   |
| 2015 |      |      |      |      |      |      |
| ↗14  |      |      |      |      |      |      |